# Yakima (település)
Yakima (kiejtése: jækɪmɑ vagy jækɪmə) az Amerikai Egyesült Államok északnyugati részén, Washington állam Yakima megyéjében elhelyezkedő város, a megye székhelye. A Yakimai egyházmegye püspöki székvárosa. A 2010. évi népszámlálási adatok alapján 91 067 lakosa van.

## Történet
A Yakima-völgy első ismert lakói a yakama indiánok voltak. Lewis és Clark expedíciója 1805-ben bőséges vadállományt és gazdag termőtalajt talált, amely kedvező volt a telepesek számára. Az indiánokkal való összetűzések a yakima háborúhoz vezettek; az amerikai hadsereg erre 1865-ben a Simcoe-erődítmény létrehozásával válaszolt. Az őslakosokat a háború után a Yakama rezervátumba telepítették.
Yakima megyét 1865-ben alapították. 1884 decemberére elkészült a Northern Pacific Railway vasútvonala, amely elkerülte a települést, így az épületeket lóvontatással az új állomáshoz költöztették. Az új, North Yakima nevet viselő várost 1886. január 27-én megyeszékhellyé választották; a nevet 1918-ban rövidítették Yakimára. A korábbi település ma a Union Gap nevet viseli.
1980. május 18-án kitört a Mount Saint Helens; a lehulló vulkáni hamu miatt a látótávolság lecsökkent, a szennyvízfeldolgozó pedig túltelítődött.

## Földrajz és éghajlat

### Földrajz
A városon keresztülfolyik a Yakima, melynek vizét a régióban főként öntözésre hasznosítják. A vízfolyás a Keechelus-tónál ered és a Columbia folyóba torkollik. A településen a Yakima népszerű a horgászok körében, partján pedig túraösvény és park is található.
A helység északi határán folyik a Naches, amely körül több tó (Myron, Aspen, Bergland és Rotary (más néven Freeway)) található; ezek a vizek szintén népszerűek a horgászok és az úszók körében.

### Éghajlat
A város éghajlata mediterrán (a Köppen-skála szerint Csb).
| Hónap                                        | Jan.  | Feb.  | Már.  | Ápr. | Máj. | Jún. | Júl. | Aug. | Szep. | Okt.  | Nov.  | Dec.  | Év    |
| -------------------------------------------- | ----- | ----- | ----- | ---- | ---- | ---- | ---- | ---- | ----- | ----- | ----- | ----- | ----- |
| Rekord max. hőmérséklet (°C)                 | 20,0  | 21,1  | 27,2  | 33,3 | 38,9 | 42,2 | 42,8 | 43,3 | 37,8  | 32,8  | 22,8  | 19,4  | 43,3  |
| Átlagos max. hőmérséklet (°C)                | 3,9   | 8,3   | 13,3  | 17,8 | 22,2 | 26,7 | 31,1 | 30,6 | 25,6  | 17,8  | 8,9   | 2,2   | 17,4  |
| Átlagos min. hőmérséklet (°C)                | −5,0  | −3,3  | −1,1  | 1,1  | 5,6  | 8,9  | 11,7 | 11,1 | 6,7   | 1,1   | −2,8  | −6,1  | 2,4   |
| Rekord min. hőmérséklet (°C)                 | −29,4 | −31,7 | −18,3 | −7,8 | −3,9 | −1,1 | 1,1  | 1,7  | −4,4  | −15,6 | −25,0 | −27,6 | −31,7 |
| Átl. csapadékmennyiség (mm)                  | 29    | 21    | 16    | 14   | 15   | 16   | 6    | 7    | 9     | 14    | 27    | 39    | 213   |
| Havi napsütéses órák száma                   | 64    | 113   | 186   | 210  | 279  | 300  | 341  | 310  | 240   | 186   | 60    | 62    | 2351  |
| Napi napsütéses órák száma                   | 2     | 4     | 6     | 7    | 9    | 10   | 11   | 10   | 8     | 6     | 2     | 2     | 6     |
| Forrás: The Weather Channel és Weather Atlas |       |       |       |      |      |      |      |      |       |       |       |       |       |

## Népesség
A 2010-es népszámláláskor a városnak 91 067 lakója, 33 074 háztartása és 21 411 családja volt. A népsűrűség 1265,5 fő/km2. A lakóegységek száma 34 829, sűrűségük 484 db/km2. A lakosok 67,1%-a fehér, 1,7%-a afroamerikai, 2%-a indián, 1,5%-a ázsiai, 0,1%-a a Csendes-óceáni szigetekről származik, 23,3%-a egyéb, 4,4%-a pedig kettő vagy több etnikumú. A spanyol vagy latino származásúak aránya 41,3% (38,1% mexikói, 0,3% Puerto Ricó-i, 0,1% kubai, 2,9% egyéb spanyol vagy latino származású.)
A háztartások 33,2%-ában élt 18 évnél fiatalabb. 44,7% házas, 15,7% egyedülálló nő, 6,3% egyedülálló férfi, 35,3% pedig nem család. 28,7% egyedül élt; 11,9%-uk 65 éves vagy idősebb. Egy háztartásban átlagosan 2,68 személy élt; a családok átlagmérete 3,3 fő.
A medián életkor 32,7 év volt. A város lakóinak 28,3%-a 18 évesnél fiatalabb, 7,3% 18 és 24 év közötti, 26,4%-uk 25 és 44 év közötti, 21,9%-uk 45 és 64 év közötti, 13,1%-uk pedig 65 éves vagy idősebb. A lakosok 49,3%-a férfi, 50,7%-a pedig nő.

## Gazdaság
Yakima gazdasága a huszadik században főképp a mezőgazdaságon alapult; a Yakima-völgyben alma, barack, körte, cseresznye, paprika, kukorica és bab termesztésével foglalkoznak, és itt található Washington állam legnagyobb komlótermő vidéke is. A mezőgazdaságban dolgozók közül sokan szükségből érkeztek a térségbe.
A település belvárosában korábban több áruház is volt, azonban ezeket bezárták; ma a legközelebbi pláza Union Gapben található. A belváros revitalizációs programjának részeként a szolgáltatóipart helyezik előtérbe, valamint cserélik a járdák burkolatát, a közvilágítást és az utcabútorokat.
Yakima és Ellensburg között található a hadsereg földi rendszerek tesztelésére alkalmas központja, amelyet a kanadaiak és a japánok is igénybe vesznek, mivel a nagyobb tűzerővel járó manővereket csak itt tudják kipróbálni.

## Közigazgatás
A város képviselőtestülete a polgármester és alpolgármester mellett öt személyből áll, választásokat négy évente tartanak. Az önkormányzat adminisztrációs feladataiért egy városmenedzser felel. 2012-ig a képviselők választása nem körzetenként, hanem az egész helységben egységesen zajlott, azonban 2012-ben az American Civil Liberties Union a spanyol ajkúak diszkriminációja miatt keresetet nyújtott be a település ellen. Yakimának saját rendőrsége, tűzoltósága és szennyvízfeldolgozója van, emellett a város üzemelteti a közműveket, a repülőteret és a megyei busztársaságot is.
Yakima 1994-ben és 2015-ben is megkapta a lakosok, vállalkozások és önkormányzatok együttműködését díjazó All-American City Awardot.
A település állami szinten a 13., 14. és 15. szenátusi körzetekbe, míg szövetségi szinten a negyedik kongresszusi körzetbe tartozik.

## Kultúra és sport
A városban több eseményt is megrendeznek. A Yakima Valley Museumban a térség földrajzi és kulturális emlékeivel kapcsolatos állandó és időszakos kiállítások láthatóak. A belvárosban két színház (Capitol Theatre és The Seasons Performance Hall) található, a közösségi főiskolán elhelyezkedő Larson Gallery pedig a helyi és környékbeli művészek alkotásait mutatja be. A városnak egy szimfonikus zenekara (Yakima Symphony Orchestra) is van. A helyi arborétumban őshonos és betelepített növények is megtalálhatóak. A nagyobb rendezvények helyszane a Yakima Valley SunDome. A belvárosban több fesztivált és sporteseményt is rendeznek, valamint a hetente egyszer kinyitó termelői piac is itt található.
Az 1959-es The Hanging Tree című filmet a városban és környezetében forgatták.
A településnek három sportcsapata van.

## Oktatás

### Közoktatás
A városban hét gimnázium található; ebből öt (Davis High School, Eisenhower High School, Stanton Academy, Yakima Online High School és Yakima Valley Technical Skills Center) közintézmény, kettő (La Salle High School és Riverside Christian School) pedig egyházi fenntartású. A településen egy előkészítő intézmény, tizennégy általános iskola, valamint öt középiskola is működik.

### Felsőoktatás
A településen működik az 1928-ban alapított Yakima-völgyi Főiskola, amely négy éves nyelvi, művészeti és tudományos képzéseket nyújt, emellett tanárképzést is kínál. Az itt szerzett végzettséggel egyetemeken lehet továbbtanulni.
A Perry Technical Institute egy 1939 óta működő, nonprofit magánintézmény, ahol járműipari, hangszerelési, informatikai, légtechnikai, villamosipari, gépészeti, ügyviteli, adatfeldolgozói és jogtanácsosi képzéseken lehet résztvenni.
A Pacific Northwest University of Health Sciences 2005 óta működik; első évfolyama 2012-ben végzett csontkovácsolás szakon. Az egyetem kampusza 172 ezer négyzetméter; a képzés egy 4200 négyzetméter alapterületű épületben folyik.

## Közlekedés
A városból az Interstate 82-n haladva Ellensburg és a Tri-Cities felé lehet eljutni. A település északi részén keresztülhalad a U.S. Route 12, amely az I-82-be és a US 97-be torkollik. A WA-24-en Moxee-ba, míg a WA-821-en az I-82-t kikerülve Ellensburgba lehet eljutni.
A város közösségi közlekedését az önkormányzati tulajdonú Yakima Transit látja el, amely Selah, Terrace Heights és Ellensburg felé indít autóbuszokat. A 2001-ben alapított Yakima Valley Trolleys az egykori Yakima Valley Transportation Company vágányain nosztalgiavillamosokat közlekedtet Yakima és Selah között.
A település repülőtere a város déli határán található, két futópályával rendelkező légikikötő, amely a város tulajdonában van. A reptérről menetrend szerint az Alaska Airlines járataival Seattle-be lehet eljutni; emellett a Sun Country Airlines a nevadai Laughlinba, az Xtra Airways pedig a szintén nevadai Wendoverbe indít gépeket. A második világháborúban a létesítményt a légierő használta, ma pedig a Boeing gépek tesztelését végzik itt.

## Média
A városnak egy újságja (Yakima Herald-Republic) és egy televízióadója (KIMA-TV) van.
A Nielsen Company adatai alapján a yakimai agglomeráció 196 500 fővel az Egyesült Államok 199. legnagyobb rádiós, valamint a 118. legnagyobb televíziós piaca.

## Testvérvárosok
- Csilung, Kínai Köztársaság
- Derbent, Oroszország
- Itanajagi, Japán
- Morelia, Mexikó

## Fordítás
Ez a szócikk részben vagy egészben  a   Yakima, Washington című angol Wikipédia-szócikk ezen változatának fordításán alapul.  Az eredeti cikk szerkesztőit annak laptörténete sorolja fel. Ez a jelzés csupán a megfogalmazás eredetét és a szerzői jogokat jelzi, nem szolgál a cikkben szereplő információk forrásmegjelöléseként.